# Kumón de Abadai y de Vinyals

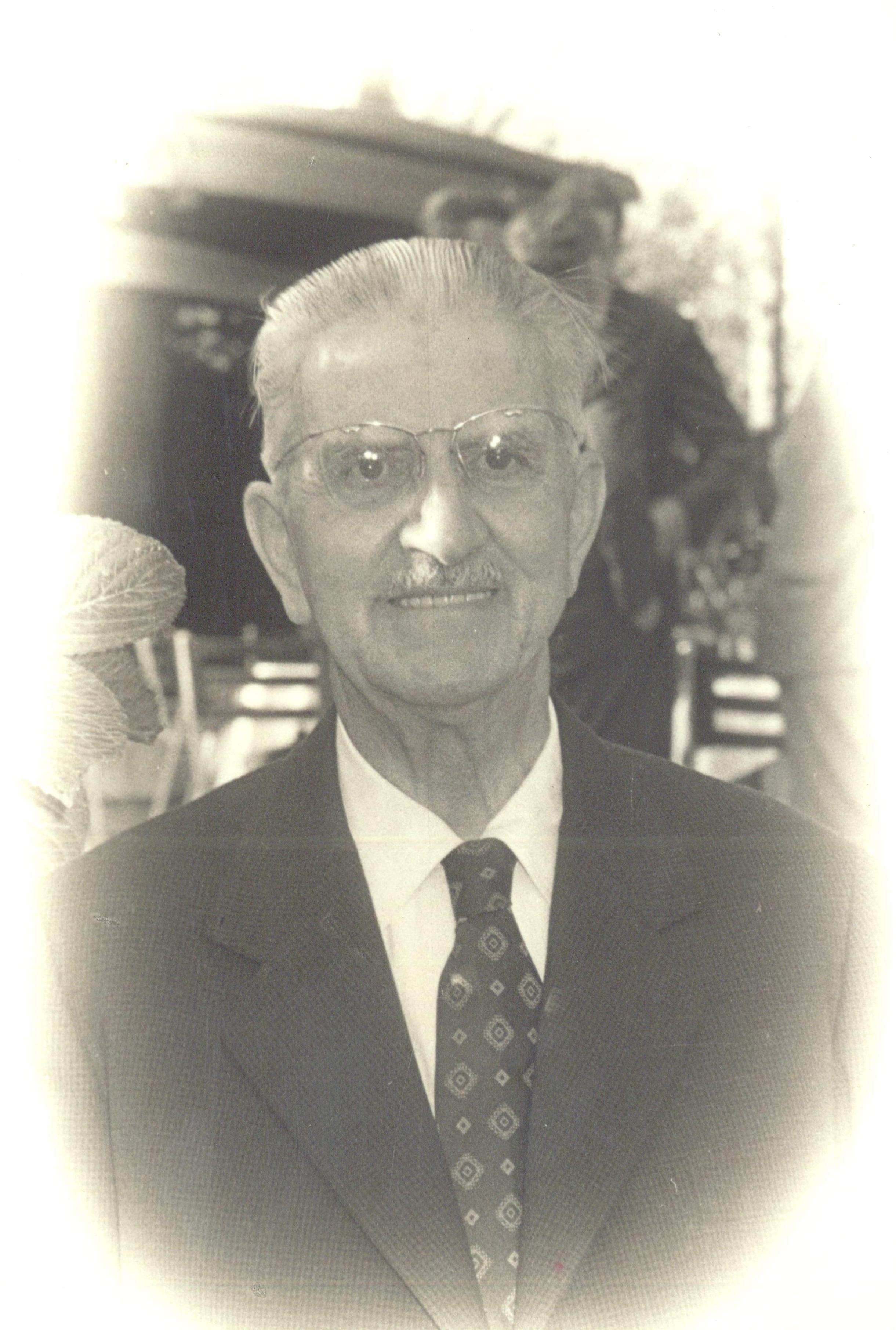
Ano 1968

  Kumón de Abadai y de Vinyals  (1888 — 1970) foi um historiador e jurisconsulto espanhol. Era especialista na Alta Idade Média da Catalunha.